# 蒲松龄故居
蒲松龄故居位于山东省淄博市淄川区洪山镇蒲家庄，是清代小说家蒲松龄的故居。包括故居旧址、附近住宅、柳泉以及墓园，现辟为蒲松龄纪念馆，介绍蒲松龄的生平以及其著作的影响，是全国重点文物保护单位。

## 故居（纪念馆）历史
1640年，蒲松龄出生于此。蒲松龄去世后，故居一直由其后人居住。在十世孙蒲文魁时，值抗日战争，故居被毁。
1953年，山东省人民政府派聊斋学者路大荒等人至故居考察。初步修复于1954年。简单布置于1956年。随后成立蒲松龄故居管理委员会，委托蒲松龄十代孙蒲文琪管理。 1958年扩建故居，增加了南院和南门楼等。1961年，被公布为省级重点文物保护单位。 
文革期间，故居被红卫兵破坏，蒲松龄墓被挖掘。1973年，故居被收回并一部分修复。1977年，被重新公布为省级重点文物保护单位。
1980年，成立蒲松龄纪念馆。在随后几年中修复和扩建。2006年，被公布为全国重点文物保护单位。

## 纪念馆布局

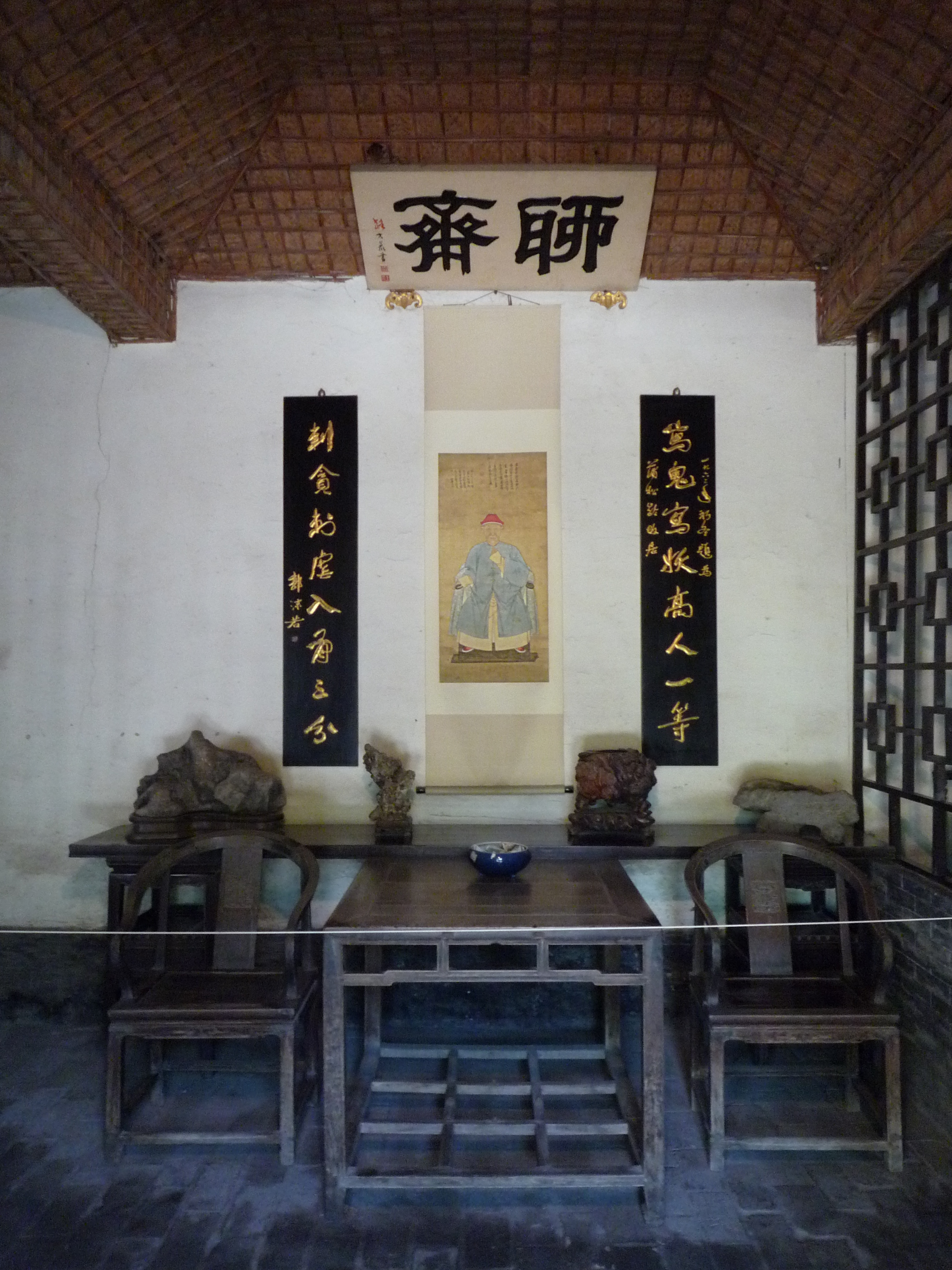
聊斋

蒲松龄纪念馆目前包括蒲松龄故居(聊斋)、柳泉、蒲氏墓园以及附属展室。
蒲松龄故居，即聊斋，是蒲家的祖宅，包括东向大门一间，正房三间，东西廂房各一间。现在看到的故居是在抗日战争中被毁后修复的，陈列有蒲松龄用过或相关的文物。
柳泉位于蒲家庄村东沟底，为交通要道，是蒲松龄向路人打听故事，搜集创作素材之地。蒲松龄亦自号“柳泉居士”。现在柳泉已无泉水，旁边立有沈雁冰手书“柳泉”碑一座。
蒲氏墓园位于蒲家庄村东一里许，蒲松龄墓在墓园西北角，系与其夫人的合葬墓。墓前原有清雍正三年张元撰《柳泉蒲先生墓表》石碑一座。现在看到的墓是在文革后重新修复的。
附属展室包括蒲松龄生平展室、著述版本展室，馆藏名人书画展室、研究成果展室和聊斋故事泥塑展室。

## 馆藏文物
蒲松龄纪念馆藏有关于蒲松龄的文物，包括：
朱湘鳞绘蒲松龄画像，此图作于康熙五十二年，画中为74岁的蒲松龄坐像。此图一直由蒲家后人保存，1954年捐献给纪念馆。
蒲松龄的四枚印章，都是粗质寿山石，赭色，系文化大革命时蒲松龄墓被发掘时出土的。分别刻“松龄留仙”、“留仙”、“蒲氏松龄”和“柳泉小景”图案。
文革中，蒲松龄墓还出土了铜镜、锡酒壶、锡酒盅、旱烟袋和铜头簪等器物。
纪念馆中还保存有《聊斋志异》手稿、《聊斋志异评注》青柯亭本、《聊斋志异新评》广西但明伦刻本、《评点聊斋志异》(知不足斋原本)何守奇批本、
《详注聊斋志异图咏》文登吕湛恩注等文献资料。
另外，纪念馆内展出近几十年来名人关于蒲松龄的书画，包括郭沫若、老舍、臧克家、丰子恺等。